# Tomás Estrada Palma
Tomás Estrada y Palma (Bayamo, 1832. július 9. – Santiago de Cuba, 1908. november 4.) a független Kuba első elnöke volt.
1903. február 23-án Tomás Estrada Palma és Theodore Roosevelt amerikai elnök között aláírt szerződés alapján az Amerikai Egyesült Államok megkapta a Guantánamói-öböl 115 km² nagyságú területének örökös bérleti jogát.